# Robert Triffin
Robert Triffin, né le 5 octobre 1911 à Flobecq (Belgique) et mort le 23 février 1993 à Ostende, dans le même pays, est un économiste belge. Il est notamment connu pour sa remise en question de la viabilité du système des accords de Bretton Woods, aujourd'hui appelée dilemme de Triffin.

## Biographie

### Jeunesse et études
Robert Triffin effectue ses études secondaires en Belgique. Il obtient son diplôme d'études moyennes du degré supérieur au collège Notre-Dame de la Tombe de Kain avec 95 % des points. Il y reçoit la médaille d'or du Gouvernement[réf. nécessaire].
Il suit ensuite ses études supérieures à l'université catholique de Louvain. Il y obtient une licence d'économie ainsi qu'un doctorat en droit. Il soutient une thèse de doctorat en économie sur la théorie de la concurrence imparfaite à l'université d'Harvard, aux États-Unis, en 1938.   

### Parcours professionnel
Robert Triffin est nommé assistant professeur à Harvard en 1939. Il y enseigne jusqu'en 1942.
Il réalise des missions en Amérique latine pour le compte de la Réserve fédérale des États-Unis dans les années 1940. Il participe aux débats préparatoires aux accords de Bretton Woods, et sa capacité à parler espagnol, français et anglais est reconnue et appréciée comme un atout par Bray Hammond. 
Reconnu comme expert international, Robert Triffin influence la création des grandes institutions qui voient le jour au lendemain de la guerre. Dans son ouvrage Gold and the Dollar Crisis. The Future of Convertibility (1960), il se montre critique à l'égard des accords de Bretton Woods, met en évidence ce qui sera appelé le dilemme de Triffin dans lequel il démontre qu'une monnaie nationale ne peut servir durablement de monnaie internationale,.
Il prône la réforme du Fonds monétaire international.
À son retour aux États-Unis en 1951, il est désigné professeur à Yale où il devient d’ailleurs Maître du très prestigieux Berkeley College (Yale).
Revenu en Belgique au début des années 1980, Robert Triffin décède en 1993.

## Publications
- Europe and the money muddle, 1957
- Gold and the Dollar Crisis. The Future of Convertibility, 1960

## Liens Externes
Archives de Robert Triffin sont consultables aux Archives Historiques de l'Union européenne à Florence.